# Storm Warning
Storm Warning és una pel·lícula estatunidenca dirigida per Stuart Heisler, estrenada el 1951.

## Argument
Marsha Mitchell, una model, s'atura en una ciutat del sud per veure la seva germana que s'ha casat amb un home del Ku Klux Klans. Marsha veu que el KKK comet un assassinat i el Fiscal Burt Rainey com porta els criminals a la justícia.

## Repartiment
- Ginger Rogers: Marsha Mitchell
- Ronald Reagan: Burt Rainey
- Doris Day: Lucy Rice
- Steve Cochran: Hank Rice
- Hugh Sanders: Charlie Barr
- Lloyd Gough: Cliff Rummel
- Raymond Greenleaf: Faulkner
- Ned Glass: George Athens
- Paul E. Burns: Frank Hauser
- Walter Baldwin: Coronel Bledsoe
- Lynn Whitney: Cora Athens
- Stuart Randall: Walt Walters
- Sean McClory: Shore